# Почивалін Микола Михайлович
Почивалін Микола Михайлович (1926—1987) — радянський військовий, учасник Другої світової війни, Герой Радянського Союзу (1946 р.), лейтенант.

## Народження
Микола Михайлович Почівалін народився 14 липня 1926 року в селі Великі Кулики Моршанского повіту Тамбовської губернії (нині — в Моршанському районі Тамбовської області Росії) в сім'ї робітника.
До початку Другої світової війни жив у селі Осовини Маяк-Салинського району Кримської АРСР.

## Призов до армії
Після звільнення Керченського півострова військами Окремої Приморської армії М.Почивалін 18 квітня 1944 р. був призваний до лав Робітничо-селянської Червоної Армії. Він служив у 83-й окремій стрілецькій бригаді морської піхоти. Після навчання був зарахований навідником протитанкової рушниці в 144-й окремий батальйон морської піхоти у складі 3-го Українського фронту.

## Участь у бойових діях
В ході Яссько-Кишинівської операції в складі Особливою групи 46-й армії М. Почивалін брав участь в операції по форсуванню Дністровського лиману, в боях за плацдарм на північ від Аккермана.
В ході подальшого наступу 83-тя стрілецька бригада морської піхоти, діючи в підпорядкуванні 57-й армії і безпосередньо командувача 3-м Українським фронтом, звільняла Кілійський район Одеської області і територію румунського повіту Тулча. Червоноармієць Почівалін брав участь у захопленні в дельті Дунаю портів Кілія і Суліна і звільнення міста Констанци. У вересні 1944 року війська 3-го Українського фронту у взаємодії з болгарськими партизанами здійснили Болгарську операцію зі звільнення Варни і Бургаса.
Потім брав участь у звільненні міста Пакш та боях за Будапешт вході Будапештської операції.

### Подвиг Героя
Микола Почивалін особливо відзначився в ході Віденської наступальної операції під час Естерґомського десанту.
В ніч з 19 на 20 березня 1945 року бронекатера Дунайської військової флотилії, заглибившись по Дунаю углиб ворожої території на 18 кілометрів, здійснили висадку тактичного десанту біля села Тат в тилу великого угруповання німецьких і угорських військ, які обороняли місто Естергом. Жорстоке протистояння тривало більше трьох діб. 536 радянських десантників билися з переважаючими силами противника в умовах гострої нестачі боєприпасів і продуктів харчування.
В ході бою червоноармієць М. Почивалін, стріляючи з протитанкової рушниці, разом відбив 18 атак німецької піхоти і танків. Він підбив два з трьох знищених взводом танків і знищив 9 ворожих солдатів.
|  | Своїми героїчними діями Почивалін піднімав бойовий дух взводу і надихав його на виконання поставленого бойового завдання, |

 писав 27 березня 1945 командир 144-го окремого батальйону морської піхоти майор В.П Бистров.
Командир Віктор Павлович Бистров був також представлений до звання Героя Радянського Союзу, але отримав лише Орден Червоного Прапора.
М.Почивалін разом із командиром взводу морських піхотинців Михайлом Ашиком та старшим сержантом Варламом Габлія були представлені до звання Героя Радянського Союзу. Указ Президії Верховної Ради СРСР був підписаний 15 травня 1946 року.
У заключній фазі Віденської операції М. Почивалін брав участь у визволенні міста Комарно (Словаччина), а також у боях за Брно та Яромержице в ході Братиславсько-Брновської наступальної операції.
Бойовий шлях він закінчив 9 травня під час звільнення Праги.

## Післявоєнна діяльність
Після закінчення Другої світової війни М. Почівалін отримав військову освіту і продовжував службу в Радянській Армії до 1953 року. В запас Микола Михайлович звільнився у званні лейтенанта.
Жив в селі Чистопілля Ленінського району Кримської області. Працював в радгоспі «Батьківщина».
Помер М.Почивалін 10 квітня 1987 року. Похований на кладовищі села Чистопілля Ленінського району Автономної Республіки Крим.

## Нагороди
- Медаль «Золота Зірка» (15.05.1946);
- Орден Леніна (15.05.1946);
- Орден Вітчизняної війни І ступеня (06.04.1985);
- Медалі, в тому числі:

Медаль «20 років перемоги у Великій Вітчизняній війні 1941—1945 рр.»;
Ювілейна медаль «50 років Збройних Сил СРСР»;
- Почесний громадянин Моршанского району Тамбовської області.

## Документи
- Общедоступный электронный банк документов «Подвиг Народа в Великой Отечественной войне 1941—1945 гг.». Архів оригіналу за 13 березня 2012. Процитовано 8 жовтня 2016.

Представление к званию Героя Советского Союза. Архів оригіналу за 8 квітня 2013. Процитовано 8 жовтня 2016.
Орден Отечественной войны 1-й степени (информация из карточки награждённого к 40-летию Победы). Архів оригіналу за 8 квітня 2013. Процитовано 8 жовтня 2016.